# Charan Alto
Charan Alto es una localidad peruana ubicada en el distrito de Montero, perteneciente a la provincia de Ayabaca del departamento de Piura, al norte del Perú. 

## Ubicación
Charan Alto se ubica al norte de la provincia de Ayabaca, en el distrito de Montero, en el departamento de Piura.

## Demografía
En 2017 Charan Alto tenía una población de 47 habitantes.
| Gráfica de evolución demográfica de Charan Alto entre 1993 y 2017 |
|                                                                   |
| Fuentes: Población 1993 y 2017                                    |